# Eimen
Eimen település Németországban, azon belül Alsó-Szászország tartományban. Lakosainak száma 817 fő (2023. december 31.).

## Népesség
A település népességének változása:
| Lakosok száma | 952  | 873  | 866  | 872  | 827  | 817  | 817  |
|               | 2014 | 2016 | 2017 | 2019 | 2021 | 2022 | 2023 |